# Epicauta aethiops
Epicauta aethiops là một loài bọ cánh cứng trong họ Meloidae. Loài này được Latreille miêu tả khoa học năm 1827.